# Anoplocephala magna
Anoplocephala magna (von altgriechisch anoplon ‚unbewaffnet‘, kephale ‚Kopf‘, und magna ‚groß‘) ist ein Bandwurm aus der Familie der Anoplocephalidae, der bei Pferden parasitiert. Er ist in Europa selten. Er besiedelt vor allem den Dünndarm und ruft allenfalls eine katarrhalische Entzündung hervor, die klinisch nicht in Erscheinung tritt.
Anoplocephala perfoliata ist bis zu einem halben Meter lang und 2,5 cm breit, Der Scolex hat einen Durchmesser von bis zu 5 mm und trägt vier Saugnäpfe, ohne die für A. perfoliata typischen ohrenförmigen Lappen. Die Eier sind 37–51 µm groß und enthalten eine mit 8 µm Größe deutlich kleinere Onkosphäre als A. perfoliata. Als Zwischenwirt fungieren Moosmilben.